# Carlo Emilio Bonferroni
Carlo Emilio Bonferroni (nascut el 28 de gener de 1892 a Bèrgam i mort el 18 d'agost de 1960 a Florència) va ser un matemàtic italià, especialista en teoria de la probabilitat.

## Biografia
Després d'haver estudiat a Torí, Carlo Emilio Bonferroni obté un lloc a l'escola politècnica d'aquesta mateixa ciutat. S'interessa per les matemàtiques financeres i obté, el 1923, un càrrec a la universitat de Bari, de la qual esdevé el rector.
El 1933, és traslladat cap a la universitat de Florència, on romandrà fins al final dels seus dies. Ensenya també a la universitat d'arquitectura de Florència i a la universitat Bocconi a Milà.
Proposa les seves primeres teories el 1935, aplicades a models d'assegurança de vida abans de fer una teoria més abstracta el 1936. Aquesta es basa en la teoria de la probabilitat.